# Meo Abbracciavacca
Meo Abbracciavacca (? - 1313) fue un poeta italiano de Pistoya. Dante Gabriel Rossetti tradujo dos de sus poemas al inglés en su trabajo titulado The Early Italian Poets From Ciullo D'Alcamo to Dante Alighieri (1100-1200-1300): Canzone. He will be silent and watchful in his Love(traducción del verso italiano original que comienza con «Madonna, vostra altera canoscenza»)y Ballatta. His Life is by Contraries (traducción del verso que empieza con «Por lunga dimoranza»).

## Obras

### Canciones
- «Sovente aggio pensato di tacere».
- «Madonna, vostr'altèra canoscenza».
- «Considerando l'altèra valenza», nueva versión de una canción de Panuccio del Bagno.

### Sonetos
- Vacche né tora pió neente bado
- A scuro loco conven lume clero, a Dotto Reali
- Parlare scuro, dimandando, dove, a Dotto Reali, con letras.
- Vita noiosa, pena soffrir làne, a Monte Andrea
- Non volontà, ma omo fa ragione, a Bindo d'Alessio Donati, con letras.
- Amore amaro, a morte m' hai feruto, a Guittone d'Arezzo
- Se 'l filosofo dice: È necessaro, a Guittone d'Arezzo
- Poi sento ch'ogni lutto da Dio tegno, a Guittone d'Arezzo, con letras.
- Pensando ch'ogni cosa aggio da Dio, a Guittone d'Arezzo, con letras.